# صداع الكحول الجزء الثاني
صداع الكحول الجزء الثاني أو أثر الثمالة (بالإنجليزية: The Hangover Part II)‏ هو فيلم كوميديا أمريكي 2011، من إخراج كتابة تود فيليبس الذي أشترك في كتابته مع سكوت أرمسترونغ وكريج مازن. الفيلم هو متمم صداع الكحول 2009 والثاني ضمن ثلاثية صداع الكحول، من بطولة برادلي كوبر واد هيلمز وزاك غاليفياناكيس وكين جيونغ وجوستين بارثا وجيفري تامبور. الفيلم يروي قصة فيل وستو وألان ودوغ الذين يذهبون لتايلند من أجل حفل زفاف ستو. بعد حفلة توديع العزوبية في لاس فيغاس، يأخذ ستو كل احتياطاته لتجنب ما حدث في الجزء السابق، لكن الأمور لاتجري كما خطط لها ويحصل لهم صداع الكحول آخر دون أي ذاكرة عما حدث في الليلة الماضية إضافة إلى فقدان شقيق العروس.
عرض الفيلم في 27 مايو 2011، على الرغم من مراجعات سلبية من النقاد، إلا أنه أصبح أعلى فيلم ذو تقييم R دخلاً خلال عرضه في السينما. صدر جزء ثالث في 2013.

## الميزانية والإيرادات
بلغت تكلفة إنتاج الفيلم حوالي 80 مليون دولار بينما حقق أرباحا تقدر بـ 586.8 مليون دولار.

## وصلات خارجية
- صداع الكحول الجزء الثاني على موقع IMDb (الإنجليزية)
- صداع الكحول الجزء الثاني على موقع ميتاكريتيك (الإنجليزية)
- صداع الكحول الجزء الثاني على موقع روتن توميتوز (الإنجليزية)
- صداع الكحول الجزء الثاني على موقع نتفليكس (الإنجليزية)
- صداع الكحول الجزء الثاني على موقع قاعدة بيانات الأفلام العربية
- صداع الكحول الجزء الثاني على موقع ألو سيني (الفرنسية)
- صداع الكحول الجزء الثاني على موقع Turner Classic Movies (الإنجليزية)
- صداع الكحول الجزء الثاني على موقع أول موفي (الإنجليزية)
- صداع الكحول الجزء الثاني على موقع بوكس أوفيس موجو (الإنجليزية)
- صداع الكحول الجزء الثاني على موقع فيلمافينيتي (الإسبانية)